# 1978年香港
|        | 香港歷史 \| 香港歷史年表                                                                                                   |
| 世紀： | 19世紀香港 \| 20世紀香港 \| 21世紀香港                                                                                     |
| 年代： | 1940年代香港 \| 1950年代香港 \| 1960年代香港 \| 1970年代香港 \| 1980年代香港 \| 1990年代香港 \| 2000年代香港               |
| 年份： | 1974年香港 \| 1975年香港 \| 1976年香港 \| 1977年香港 \| 1978年香港 \| 1979年香港 \| 1980年香港 \| 1981年香港 \| 1982年香港 |
| 紀年： | 戊午年（马年）、香港開埠137周年、香港重光33周年                                                                            |

## 政府

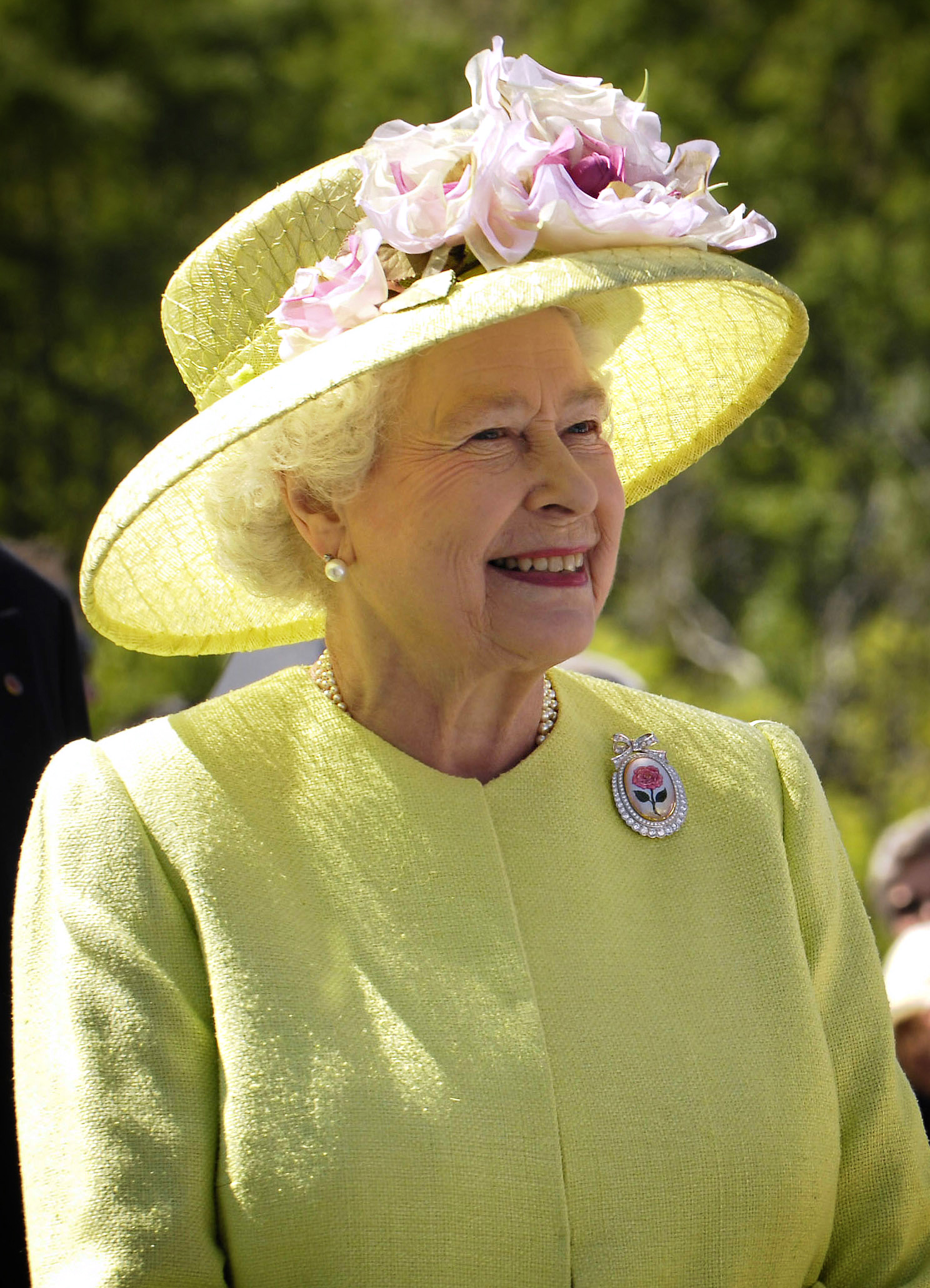
英国君主：伊丽莎白二世

### 成員變動

布政司：羅弼時（任期屆滿）

## 大事記
- 1月3日，下午時份，一名老婦於元朗藍地新村被劫殺。[1]
- 1月8日，一名帶髮修行女子伏屍自宅英皇道1090號寶峯園19樓A二座佛壇前，頸有傷痕，疑遭劫殺。
- 1月28日，荃灣華懋大廈2樓P座命案。
- 1月，香港電台首次主辦十大中文金曲頒獎音樂會。
- 2月3日，深水灣道3號二樓賽馬會高級職員宿舍LYNX HILL，外籍賽馬會行政主任兼馬房主任鮑愛克的妻子被入屋行劫的兇徒用刀殺死。
- 2月5日，一對情侶於蠔涌被劫殺。
- 3月2日，深水埗黃竹街劫殺案。
- 3月9日，一架由高雄飛往香港啟德機場的中華航空航機發生劫機事故，劫機者最終被擊斃。
- 3月22日，上水古洞村古洞坑一幢木屋發生火警，四姊弟死亡。[2]
- 3月27日，西環發生撞船事故，1死1傷。
- 3月31日，第一期居者有其屋共收到35,818份申請，共提供8千多個單位。[3]
- 4月3日，佐敦百樂大廈發生雙屍命案。
- 4月28日，星加坡籍女子被巴藉人士殺害後麻袋藏屍，被棄屍港島柯士甸山頂草叢草叢。
- 4月初，118名警員因涉及果欄案被集體革職。
- 5月9日，大埔道車禍，2名警員殉職，另有10人受傷。[4]
- 5月10日0時過後，長洲太平清蘸「搶包山」發生「包山」倒塌意外，24人受傷，當局自始停辦搶包山直至2005年開始復辦。
- 5月24日，太古城泰山閣24樓G座，一名男子意圖侵犯女友朋友，被女友撞破，男死者毆打兩人，其後被兩人勒斃。
- 5月，香港發生《金禧事件》。
- 6月17日，
  - 下午三時許，一輛行走72線的利蘭亞比安23型（L99，車牌號碼AD7012）在大埔道十三咪聖基道兒童院（即今鹿茵山莊）與南行線一輛建築公司吉普車相撞後翻側，造成車上8人受傷。
  - 高級督察及吧女被發現陳屍青龍頭水壩。
- 7月10日，一名55歲男子於宜安街21號有利大樓5樓縱火後用菜刀狂劈腹部自刎死，房東夫婦被燒死。
- 7月12日，油麻地渡船角文蔚街文昌樓15樓26號室，發展兩個藏有腐肉的籐篋，男子被碎屍。
- 7月18日，正街拆樓期間塌牆，3死11傷。[5][6]
- 7月24日－7月30日，強烈熱帶風暴愛娜斯襲港，期間天文台首次將八號風球4個方向信號先後懸掛，風暴造成3死134傷。
- 8月13日，荔枝角永明街1號恒昌工業大廈十二樓B座亞洲織造廠發生三級大火[7]。
- 8月14日，上環德輔道西亞洲酒樓東主余悅時被綁架[8]。
- 8月22日，佳藝電視倒閉。
- 8月25日－8月27日，強烈熱帶風暴伊蘭襲港，天文台懸掛八號風球，1死51傷。
- 8月25日，凌晨零時零七分，沙田舊墟發生大火，317名災民痛失家園[9]。
- 9月2日，下午二時許，一輛行走30線的雙層巴士沿荔景山路轉上天橋時，前方之貨車突然溜後，巴士司機閃避不及，導致巴士車頭與貨車車尾猛烈碰撞，巴士上13名乘客受傷。
- 9月24日－9月25日，強烈熱帶風暴吉蒂襲港，天文台懸掛一號風球，7人失蹤。
- 9月26日，深水埗北河街120號7樓發生雙屍案。[10]
- 10月1日，高齡津貼資格由75歲改為70歲。[11]
- 10月4日，沙頭角公路車禍，2名警員殉職，另有14人受傷。[12]
- 10月7日，沙田馬場啟用。
- 10月：
  - 流浮山及龍鼓灘一帶發現約30具從中國大陸游水逃亡到香港而溺斃的浮屍。[13]
- 11月6日，兩名和合圖黑社會人物遭十數名敵對黑幫新義安分子襲擊，其中1人傷重死亡。
- 11月22日，慈雲山車禍，2死27傷。[14]
- 11月24日，早上七時許，一輛行走72線的利蘭亞比安23型（L117，車牌號碼AD7030）在大埔道十三咪聖基道兒童院（即今鹿茵山莊）附近一個地盤因腳掣失靈而剷入地盤，前軸飛脫並全車側翻，19人受傷。
- 12月9日，尖沙咀金巴利道新花都酒樓，理髮師遭數名兇徒斬殺，身中多刀當場死亡。
- 12月11日，下午6時，一輛行走50線的丹拿F型巴士駛至青山公路十六咪小欖橋尾附近時，右後輪疑跌入修路工地挖開的路面，引致全車向右側翻，造成9人受傷。
- 12月27日，香港第一條過海鐵路隧道貫通[15]。
- 取消香港中學入學考試

### 節慶
下列節慶，如無註明，均是香港的公眾假期，同時亦是法定假日（俗稱勞工假期）。有 # 號者，不是公眾假期或法定假日（除非適逢星期日或其它假期），但在商業炒作下，市面上有一定節慶氣氛，傳媒亦對其活動有所報導。詳情可參看香港節日與公眾假期。
- 1月1日（星期日）：元旦
- 1月2日（星期一）：元旦翌日（補1月1日）
- 2月7日（星期二）：農曆年初一
- 2月8日（星期三）：農曆年初二
- 2月9日（星期四）：農曆年初三
- 3月24日（星期五）：耶穌受難節（是公眾假期，但不是法定假日）
- 3月25日（星期六）：耶穌受難節翌日（是公眾假期，但不是法定假日）
- 3月27日（星期一）：復活節星期一（是公眾假期，但不是法定假日）
- 4月4日（星期二）：兒童節 #
- 4月5日（星期三）：清明節
- 4月21日（星期五）：英女皇壽辰（是公眾假期，但不是法定假日）
- 6月10日（星期六）：端午節
- 7月1日（星期六）：7月份第一個周日（是公眾假期，但不是法定假日）
- 8月7日（星期一）：8月份第一個星期一（是公眾假期，但不是法定假日）
- 8月28日（星期一）：8月份最後一個星期一為重光紀念日（是公眾假期，但不是法定假日）
- 9月17日（星期日）：中秋節 #[來源請求]
- 9月18日（星期一）：中秋節翌日[來源請求]
- 10月10日（星期二）：重陽節
- 10月31日（星期二）：萬聖夜 #
- 12月22日（星期五）：冬至（是法定假日，但不是公眾假期，根據法定假日放假的機構，或會聖誕節放假，冬至不放假。部份機構或會提早下班）
- 12月24日（星期日）：平安夜#（不是公眾假期或法定假日，但部份機構或會提早下班或放假一天）
- 12月25日（星期一）：聖誕節（根據法定假日放假的機構，或會冬至放假，聖誕節不放假）
- 12月26日（星期二）：聖誕節後第一個周日（是公眾假期，但不是法定假日）
- 12月31日（星期日）：公曆除夕# （不是公眾假期或法定假日，但部份機構或會提早下班或放假一天）

## 出生人物
- 6月27日：簡慧榆，已故女騎師（1999年3月21日賽事期間墮馬身亡）
- 8月10日：姚嘉妮，香港電視藝員

## 逝世人物
- 2月2日：唐君毅，69歲，中國思想家、哲學家及教育家，香港新亞研究所所長（1968至1978年）
- 2月9日：馬笑英，70歲，南洋著名粵劇花旦及香港電影演員
- 3月29日：易文，57歲，原名楊彦岐，香港著名導演及歌曲填詞人